# Sangala
Sangala (también Sangla, Sangla Hill) es una localidad de Pakistán, en la provincia de Punyab.

## Demografía
Según estimación 2010 contaba con 61.838 habitantes.